# Smuggler’s Run (серия игр)
Smuggler’s Run (с англ. — «Бег контрабандиста») — серия видеоигр в жанре аркадных автосимуляторов, разработанная Angel Studios и изданная компанией Rockstar Games. Игры серии сосредотачиваются на перевозке грузов в пограничных локациях, в центре сюжета — группа контрабандистов, которая перевозит нелегальный груз.
Первая часть серии — Smuggler’s Run — вышла в 2000 году на приставку PlayStation 2, а через два года также была разработана версия для Game Boy Advance студией Rebellion Developments и изданная Destination Software. Впоследствии в 2001 году был выпущен сиквел — Smuggler’s Run 2: Hostile Territory, а в 2002 году — Smuggler’s Run: Warzones для GameCube.
В целом, игры серии получили позитивные отзывы от рецензентов, хваливших интересный геймплей и музыкальное сопровождение, но критиковавших уровень сложности. По состоянию на июль 2004 года было продано более 1 миллиона экземпляров игр серии